# Detlef Hofmann
Detlef Hofmann (Karlsruhe, Bade-Vurtemberga, 12 de novembro de 1963) é um velocista alemão na modalidade de canoagem.

## Carreira
Foi vencedor da medalha de Ouro em K-4 1000 m em Atlanta 1996 com os seus colegas de equipa Thomas Reineck, Olaf Winter e Mark Zabel.